# Gat van Zus

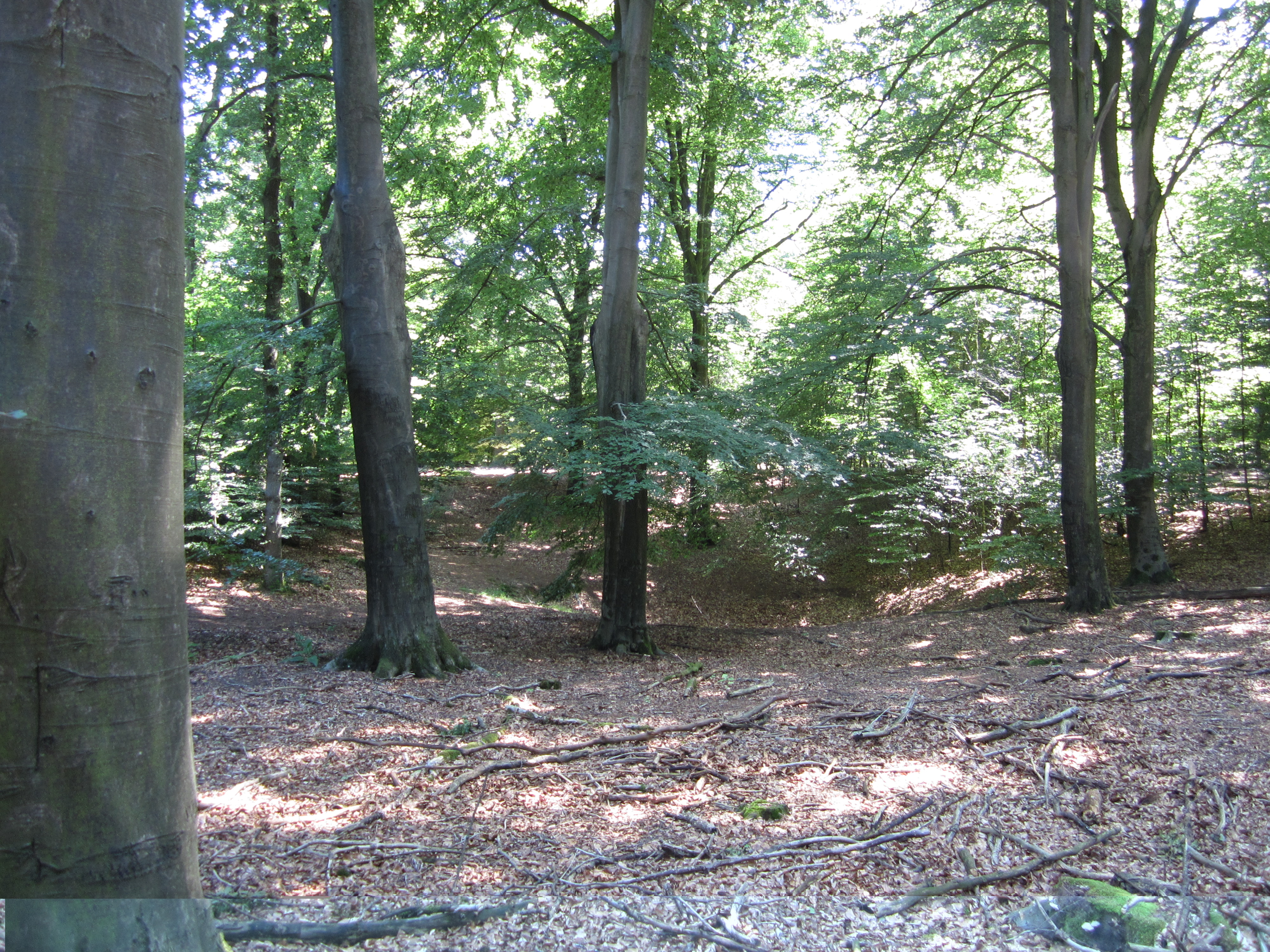
Het Gat van Zus

Het Gat van Zus is een voormalige groeve in de bossen bij Garderen in de Nederlandse provincie Gelderland.
De kuil is enkele meters diep en zo’n 30 meter in doorsnee. Op de Veluwe zijn meer van dit soort kuilen zoals het Solsche Gat. Ze zijn ontstaan door de winning van leem of zand.